# ラッパ我リヤ
ラッパ我リヤ（ラッパガリヤ）は、2MC+1DJからなるヒップホップ音楽グループ。通称「我リヤ（ガリヤ）」、略称「RG（アールジー）」、旧グループ名表記「ラッパガリヤ」。グループ名前の由来は、ダサいMCを退治する「ラッパー狩り屋」といつでもどこでもラップしたがる「ラップしたがり屋」。

## メンバー

### 現メンバー
Mr.Q （ミスター・キュー
MC兼トラックメイカー。本名：高橋雅治（たかはし まさはる）
結成時からのメンバーで、ラッパ我リヤ率いるヒップホップ集団「走馬党」の党首。ソロ活動、およびMr.RR名義で三善/善三と共にヒップホップグループ「REAL STYLA」としての活動も行う。既婚。
「Q」は、高校時代のあだ名。
山田マン （やまだマン）
MC兼トラックメイカー。本名：山田智成（やまだ ともなり）。
山田マン名義でのMCとしてのソロ活動の他、MAN山田（マンやまだ）名義でリミキサーとしても活動、GACKT、松田聖子などの楽曲リミックスを担当した。「山田マン」の名付け親は、B-FRESHのBELL。既婚。
DJ TOSHI（ディージェイ トシ）
DJ兼トラックメイカー。本名：長田智哉（おさだ としや）

### 結成時のメンバー
MMC三好 （エムエムシーみよし）
MC。現：三善/善三（みよし・ぜんぞう）。「ラッパガリヤ」の名付け親。以降はソロ活動の他、不定期で「REAL STYLA」としての活動も。
DJ TANAKEN （ディージェイ・タナケン）
DJ。以降はヒップホップグループ「BACKGAMMON」のDJとして活動中。

## 来歴
- 1993年 Q、MMC三好、DJ TANAKENの3人によりグループ結成。MMC三好がグループ名を「ラッパガリヤ」と名付け、活動を始める。以降、3人での活動は事実上休止し、Qが「ラッパガリヤ」の名を継承しソロ活動を続ける。その後、Qと山田マンが意気投合し、2人による「ラッパガリヤ」が誕生。ライブを中心に活動を始める。
- 1995年頃 - 渋谷のクラブ「CAVE」で行われたイベントにラッパガリヤやDJ TOSHIが参加、活動を共にする。同時期、コンピレーション・アルバム『悪名』に、楽曲「ヤバスギルスキル」で参加。ラッパガリヤ初の参加作品。
- 1996年 インディーズレーベルP-VINEよりシングル「ヤバスギルスキル PART II」を発表。初の単独作品。
- 1997年 ラッパガリヤを中心に、活動を共にしてきた仲間とヒップホップ集団「走馬党」を結成。党首はQ。インディーズレーベル走馬党 Entertainmentを設立。グループ名表記を「ラッパ我リヤ」に変更(*1)、走馬党 Entertainmentより、12インチシングル「言葉の科学」を発表。
- 1998年9月25日 走馬党 Entertainmentより、ラッパ我リヤ初のアルバム『SUPER HARD』(*2)を発表。
- 1999年6月9日 山嵐のアルバム『未体験ゾーン』収録の楽曲「嵐2000」(*2)にて客演。
- 2000年
  - 3月15日 Dragon Ashの楽曲「Deep Impact」にて客演。
  - 4月21日 DJ TOSHIが正式加入し、Victor Entertainmentよりメジャー・デビュー。シングル「Do the GARIYA thing」(*3)を発表。
  - 7月19日 メジャー第1弾となる2ndアルバム『ラッパ我リヤ伝説』(*4)を発表。
- 2001年7月18日 3rdアルバム『日本改造計画』(*5)を発表。
- 2003年
  - 4月26日 - 3人が主演する映画『3on3』（監督：佐々木浩久）が、テアトル池袋にてレイトショー公開。
  - 7月16日 シングル「NORINA」を発表。同年夏のイベント「B-Boy Park 2003」テーマ曲に使用され、同イベントのトリを務める。
  - 8月20日 ラッパ我リヤ結成10周年を記念し、4thアルバム『RG A.I.R. 4TH』(*6)を発表。
  - 10月18日 ラッパ我リヤ結成10周年＋川崎CLUB CITTA'オープン15周年を記念したイベント「乾杯!」を行う。多数のヒップホップ・アーティストが参加。
  - 12月17日　山田マンが1stソロアルバム『MESSAGE』を発表。
- 2005年
  - 8月31日 Columbia Music Entertainmentに移籍。移籍第1弾となる5thアルバム『RAPPAGARIYA』(*7)を発表。
  - またこの他に結成以来、多数のライブ活動、ヒップホップアーティスト・ミクスチャーバンドなどの楽曲参加、楽曲提供、走馬党としての活動、別グループ活動、ソロ活動を行う。
  - 11月30日　山田マンが2ndソロアルバム『RIZE UP』発表。
- 2006年
  - 3月22日　Qが1stソロアルバム『THE BANGSTA』発表。
  - 10月初頭　FOR-SIDE COREに移籍。
  - 10月4日　6thアルバム『NO HIPHOP NO LIFE』発表。
- 2009年4月8日　徳間ジャパンコミュニケーションズに移籍後初、『NO HIPHOP NO LIFE』以降2年半ぶりの7thアルバム『MASTERPIECE』を発売。この作品以降、表立った活動がなく事実上活動休止状態になる。
- 2015年5月14日  6年ぶりに活動を再開し、新曲「MORE FIRE!」をFacebookから期間限定フリーダウンロード形式で発売。
- 2017年3月29日、約8年ぶりとなる8thアルバム『ULTRA HARD』を発売。

## 作品

### シングル
| 発売日               | タイトル                        | 規格品番   | 収録曲                                                      | 備考             |
| P-VINE               | P-VINE                          | P-VINE     | P-VINE                                                      | P-VINE           |
| -------------------- | ------------------------------- | ---------- | ----------------------------------------------------------- | ---------------- |
| 1996年10月10日       | ヤバスギルスキル PART II        | PCD-4514   |                                                             | ラッパガリヤ名義 |
| Victor Entertainment |                                 |            |                                                             |                  |
| 2000年4月21日        | Do the GARIYA thing             | VICL-35129 |                                                             | オリコン31位     |
| 2001年4月18日        | It's A Show Time                | VICL-35248 | 1. It's A Show Time[4:19] 2. Here We Go 3. Fighting Rhyming | オリコン33位     |
| 2002年3月6日         | Enter the 我 〜燃えよ! 我リヤ〜 | VICL-35369 |                                                             | オリコン34位     |
| 2003年7月16日        | NORINA                          | VICL-35553 |                                                             |                  |

### 配信限定シングル
| 発売日        | タイトル                                     | レーベル         |
| ------------- | -------------------------------------------- | ---------------- |
| 2023年8月11日 | ヤバスギルスキル 11 (feat. R-指定, KZ & KBD) | MS Entertainment |
| 2023年9月15日 | 情熱だけが燃料の蒸気機関車 (feat. 般若)      | MS Entertainment |

### アルバム

#### オリジナルアルバム
|                                          | 発売日               | タイトル                           | 規格品番                        | 備考                                                            |
| 走馬党 Entertainment                     | 走馬党 Entertainment | 走馬党 Entertainment               | 走馬党 Entertainment            | 走馬党 Entertainment                                            |
| ---------------------------------------- | -------------------- | ---------------------------------- | ------------------------------- | --------------------------------------------------------------- |
| 1st                                      | 1998年9月25日        | SUPER HARD                         | SOMC-0001                       | 2003年8月20日にVictor Entertainmentよりリマスタリング音源で再発 |
| Victor Entertainment                     |                      |                                    |                                 |                                                                 |
| 2nd                                      | 2000年7月19日        | ラッパ我リヤ伝説                   | VICL-60594                      | オリコン11位、登場回数8回                                       |
| Remix                                    | 2000年11月22日       | Remix伝説                          | VICL-60629                      | リミックス盤。オリコン94位                                      |
| 3rd                                      | 2001年7月18日        | 日本改造計画                       | VICL-60766                      | オリコン20位                                                    |
| 4th                                      | 2003年8月20日        | RG A.I.R. 4TH                      | VICL-61161                      | オリコン114位                                                   |
| Best                                     | 2004年9月22日        | BEST of RG                         | VICL-61490                      | ベスト盤                                                        |
| コロムビアミュージックエンタテインメント |                      |                                    |                                 |                                                                 |
| 5th                                      | 2005年8月31日        | RAPPAGARIYA                        | COCP-33265                      | オリコン202位                                                   |
| get over the records/FOR-SIDE CORE       |                      |                                    |                                 |                                                                 |
| 6th                                      | 2006年10月4日        | NO HIPHOP NO LIFE                  | GYCL-10014                      |                                                                 |
| 徳間ジャパンコミュニケーションズ         |                      |                                    |                                 |                                                                 |
| 7th                                      | 2009年4月8日         | MASTERPIECE                        | TKCA-73422                      |                                                                 |
| illxxxRecords                            |                      |                                    |                                 |                                                                 |
| Mix                                      | 2015年10月28日       | ラッパ我リヤバスギル Best Mix 2015 | ILL-0011                        |                                                                 |
| MS Entertainment                         |                      |                                    |                                 |                                                                 |
| 8th                                      | 2017年3月29日        | ULTRA HARD                         | VCCM-2106/7:CD+DVD VCCM-2108:CD | オリコン88位                                                    |
| 9th                                      | 2023年10月18日       | CHALLENGER                         | VCCM-2125                       |                                                                 |

### ソロアルバム
- Q
  - THE BANGSTA （2006年3月22日）
- 山田マン
  - MESSAGE （2003年12月17日）
  - RIZE UP （2005年11月30日）

### アナログレコード
1. ヤバスギルスキル・パート2 （199?年） (*1)
2. 言葉の科学 （1997年） (*1)
3. SUPER HARD （1998年11月5日） (*2)
4. yeahと言え （1999年） (*1)
5. R.G力学 （1999年7月23日） (*1)
6. ヤバスギルスキル・パート3 （1999年10月14日） (*1)
7. Do the GARIYA thing （2000年6月14日） (*1)
8. ラッパ我リヤ伝説 （2000年12月20日） (*3)
9. 新時代 （2001年4月11日） (*1)
10. ヤバスギルスキル・パート4 （2001年4月11日） (*1)
11. It's A Show Time （2001年6月6日） (*1)
12. 日本改造計画 （2001年12月5日） (*3)
13. Enter the 我 〜燃えよ! 我リヤ〜 （2002年4月10日） (*1)
14. ヤバスギルスキル・パート6 （2003年9月29日） (*1)

(*1) 12インチシングル
(*2) LPアルバム（2枚組）
(*3) LPアルバム（3枚組）

### 主な客演楽曲
- ラッパ我リヤ
  - リスペクト - RHYMESTER 『リスペクト』
  - 嵐2000 - 山嵐 『未体験ゾーン』
  - Deep Impact - Dragon Ash 『LILY OF DA VALLEY』
  - 神髄2001 - DJ OASIS 『東京砂漠』
  - RAP-WARZ - 餓鬼レンジャー 『UPPER JAM』
  - SELF DESTRUCTION - DJ YUTAKA 『UNITED NATIONS III』
  - 嵐2003 - 山嵐 『COLORS WATER MUSIC』
  - Believe... - HEART LAND 『Believe...feat. ラッパ我リヤ』
  - サンシャイン - 大超 『サンシャイン』
- Q
  - 男の条件 - Zeebra 『BASED ON A TRUE STORY』
  - CRAZY CRAZY - DJ MASTERKEY 『DADDY'S HOUSE VOL.2』
  - 大惨事 - DJ OASIS （期間限定ネット配信）
  - SUGAMO-B 弐 - MCU 『A.K.A』
- 山田マン
  - HIP HOP GENTLEMEN - DJ MASTERKEY 『DADDY'S HOUSE VOL.1』
  - HIP HOP GENTLEMEN 2 - DJ MASTERKEY 『DADDY'S HOUSE VOL.2』

### 楽曲提供
- Shinjuku Style ～笑わすな～ - ヒプノシスマイク 麻天狼 『Fling Posse VS 麻天狼』

※作詞（山田マン）・編曲

### 映画
- 『3on3』 - ラッパ我リヤ主演。監督：佐々木浩久

## 関連人物
- 走馬党
  - 三善/善三
  - REAL STYLA
  - BACKGAMMON
  - INDEMORAL
  - MINESIN-HOLD
- TMC ALLSTARS
  - Dragon Ash
  - RIP SLYME
  - スケボーキング
  - ラッパ我リヤ
  - Missile Girl Scoot
  - PENPALS
- RHYMESTER
- Zeebra
- 餓鬼レンジャー
- DJ OASIS
- DJ YUTAKA
- DJ MASTERKEY
- 山嵐
- 春一番